# Petter Karlsson
Petter Karlsson (ur. 31 maja 1977 w Sztokholmie), znany również jako Petter Khraft – szwedzki multiinstrumentalista i wokalista. Były perkusista szwedzkiej grupy Therion (od roku 2004 do września 2008), dawniej wokalista Argento, a także członek zespołów muzycznych: Master Massive, Kajarr, Conspiracy. W latach 2010–2012 występował w formacji Diablo Swing Orchestra.

## Wybrana dyskografia
Therion
- Celebrators of Becoming (2006, Nuclear Blast)
- Gothic Kabbalah (2007, Nuclear Blast)
- Live Gothic (2009, Nuclear Blast)